# Gerald Asamoah
Gerald Asamoah (Mampong, Ghana, 3 de octubre de 1978) es un exfutbolista alemán-ghanés. Jugaba de delantero.

## Trayectoria
Nacido en Ghana, Asamoah emigró a Alemania en 1990. Jugó para el Hannover 96 antes de cambiar al FC Schalke 04 en 1999. Su debut con la selección de Alemania se dio en el 2001, siendo además el primer jugador de raza negra en jugar para este equipo. Gracias a su debut, que fue satisfactorio ya que marcó un gol, jugó en la Copa Mundial de Fútbol de 2002.
Asamoah sufre de un problema cardiaco, en el cual la pared interventrícular que separa las cámaras izquierda y derecha del corazón es demasiado gruesa, lo que le causa arritmias. Por ello, debe de usar un desfibrilador, cada vez que hace algún deporte.

## Selección nacional
Ha sido internacional con la selección de fútbol de Alemania entre los años 2001 y 2006, lo que lo convirtió en el primer jugador de raza negra nacido en África que jugó para el equipo, ya que Erwin Kostedde y Jimmy Hartwig, dos internacionales anteriores con ascendencia negra, nacieron en Alemania de padres afroamericanos. Jugó un total 43 encuentros y anotó seis goles.

### Participaciones en Copas del Mundo
| Copa              | Sede                | Resultado    | Partidos | Goles |
| ----------------- | ------------------- | ------------ | -------- | ----- |
| Copa Mundial 2002 | Corea del Sur Japón | Subcampeón   | 3        | 0     |
| Copa Mundial 2006 | Alemania            | Tercer lugar | 1        | 0     |

### Participaciones en Copa Confederaciones
| Copa                      | Sede     | Resultado    | Partidos | Goles |
| ------------------------- | -------- | ------------ | -------- | ----- |
| Copa Confederaciones 2005 | Alemania | Tercer lugar | 5        | 1     |

## Estadísticas

### Clubes
| Club | Div.          | Temporada     | Liga  | Liga  | Copa de Alemania | Copa de Alemania | Copa de la Liga | Copa de la Liga | Torneos internacionales(1) | Torneos internacionales(1) | Otros(2) | Otros(2) | Total | Total |
| Club | Div.          | Temporada     | Part. | Goles | Part.            | Goles            | Part.           | Goles           | Part.                      | Goles                      | Part.    | Goles    | Part. | Goles |
| --- | ------------- | ------------- | ----- | ----- | ---------------- | ---------------- | --------------- | --------------- | -------------------------- | -------------------------- | -------- | -------- | ----- | ----- |
| Hannover 96 · Alemania | 4.ª           | 1996-97       | 25    | 5     | 1                | 0                | —               | —               | —                          | —                          | 2        | 0        | 28    | 5     |
| Hannover 96 · Alemania | 4.ª           | 1997-98       | 33    | 19    | 3                | 0                | —               | —               | —                          | —                          | 2        | 1        | 38    | 20    |
| Hannover 96 · Alemania | 2.ª           | 1998-99       | 21    | 4     | 1                | 0                | —               | —               | —                          | —                          | —        | —        | 22    | 4     |
| Hannover 96 · Alemania | Total club    | Total club    | 79    | 28    | 5                | 0                | —               | —               | —                          | —                          | 4        | 1        | 88    | 29    |
| F. C. Schalke 04 · Alemania | 1.ª           | 1999-00       | 33    | 4     | 2                | 1                | —               | —               | —                          | —                          | —        | —        | 35    | 5     |
| F. C. Schalke 04 · Alemania | 1.ª           | 2000-01       | 29    | 4     | 6                | 4                | —               | —               | —                          | —                          | —        | —        | 35    | 8     |
| F. C. Schalke 04 · Alemania | 1.ª           | 2001-02       | 32    | 6     | 6                | 0                | 2               | 0               | 5                          | 1                          | —        | —        | 45    | 7     |
| F. C. Schalke 04 · Alemania | 1.ª           | 2002-03       | 27    | 3     | 3                | 1                | 2               | 0               | 6                          | 0                          | —        | —        | 38    | 4     |
| F. C. Schalke 04 · Alemania | 1.ª           | 2003-04       | 24    | 4     | 0                | 0                | —               | —               | 10                         | 1                          | —        | —        | 34    | 5     |
| F. C. Schalke 04 · Alemania | 1.ª           | 2004-05       | 31    | 8     | 5                | 1                | —               | —               | 13                         | 3                          | —        | —        | 49    | 12    |
| F. C. Schalke 04 · Alemania | 1.ª           | 2005-06       | 24    | 3     | 1                | 0                | 2               | 0               | 10                         | 1                          | —        | —        | 37    | 4     |
| F. C. Schalke 04 · Alemania | 1.ª           | 2006-07       | 13    | 2     | 1                | 2                | —               | —               | 2                          | 0                          | —        | —        | 16    | 4     |
| F. C. Schalke 04 · Alemania | 1.ª           | 2007-08       | 31    | 7     | 3                | 3                | 3               | 0               | 10                         | 1                          | —        | —        | 47    | 11    |
| F. C. Schalke 04 · Alemania | 1.ª           | 2008-09       | 27    | 2     | 2                | 0                | —               | —               | 7                          | 1                          | —        | —        | 36    | 3     |
| F. C. Schalke 04 · Alemania | 1.ª           | 2009-10       | 8     | 1     | 0                | 0                | —               | —               | —                          | —                          | —        | —        | 8     | 1     |
| F. C. Schalke 04 · Alemania | 1.ª           | 2013-14       | 0     | 0     | 1                | 0                | —               | —               | 0                          | 0                          | —        | —        | 1     | 0     |
| F. C. Schalke 04 · Alemania | Total club    | Total club    | 279   | 44    | 30               | 12               | 9               | 0               | 63                         | 8                          | —        | —        | 381   | 64    |
| F. C. Schalke 04 II · Alemania | 4.ª           | 2003-04       | 1     | 0     | 0                | 0                | —               | —               | —                          | —                          | —        | —        | 1     | 0     |
| F. C. Schalke 04 II · Alemania | 4.ª           | 2013-14       | 28    | 6     | —                | —                | —               | —               | —                          | —                          | —        | —        | 28    | 6     |
| F. C. Schalke 04 II · Alemania | 4.ª           | 2014-15       | 21    | 2     | —                | —                | —               | —               | —                          | —                          | —        | —        | 21    | 2     |
| F. C. Schalke 04 II · Alemania | Total club    | Total club    | 50    | 8     | —                | —                | —               | —               | —                          | —                          | —        | —        | 50    | 8     |
| F. C. St. Pauli · Alemania | 1.ª           | 2010-11       | 27    | 6     | 0                | 0                | —               | —               | —                          | —                          | —        | —        | 27    | 6     |
| SpVgg Greuther Fürth · Alemania | 2.ª           | 2011-12       | 10    | 5     | 2                | 0                | —               | —               | —                          | —                          | —        | —        | 12    | 5     |
| SpVgg Greuther Fürth · Alemania | 1.ª           | 2012-13       | 17    | 0     | 1                | 0                | —               | —               | —                          | —                          | —        | —        | 18    | 0     |
| SpVgg Greuther Fürth · Alemania | Total club    | Total club    | 27    | 5     | 3                | 0                | —               | —               | —                          | —                          | —        | —        | 30    | 5     |
| Total carrera | Total carrera | Total carrera | 462   | 91    | 38               | 12               | 9               | 0               | 63                         | 8                          | 4        | 1        | 576   | 112   |
| (1) Incluye datos de la Liga de Campeones, Copa Intertoto y Copa de la UEFA. (2) Incluye datos de la promoción a la 2. Bundesliga. |               |               |       |       |                  |                  |                 |                 |                            |                            |          |          |       |       |

## Palmarés

### Campeonatos nacionales
| Título           | Club                 | País     | Año  |
| ---------------- | -------------------- | -------- | ---- |
| Copa de Alemania | F. C. Schalke 04     | Alemania | 2001 |
| Copa de Alemania | F. C. Schalke 04     | Alemania | 2002 |
| Copa de la Liga  | F. C. Schalke 04     | Alemania | 2005 |
| 2. Bundesliga    | SpVgg Greuther Fürth | Alemania | 2012 |

### Campeonatos internacionales
| Título         | Club             | Sede          | Año  |
| -------------- | ---------------- | ------------- | ---- |
| Copa Intertoto | F. C. Schalke 04 | Gelsenkirchen | 2003 |
| Copa Intertoto | F. C. Schalke 04 | Liberec       | 2004 |